# Анамирта
Анамирта (лат. Anamirta) — род растений семейства Луносемянниковые (Menispermaceae), распространённых в Южной Азии.

## Биологическое описание
Виды рода — многолетние вечнозелёные древесные лианы с очередными крупными кожистыми листьями. Цветки мелкие, собраны в крупные многоцветковые метёлки. Плод — костянка.

## Использование
В костянках Anamirta cocculus содержатся секвитерпеновые лактоны пикротоксинин и пикротин. Это — сильные стимуляторы центральной нервной системы, используемые как противоядие при отравлении барбитуратами. Они возбуждают дыхательный центр, повышают кровяное давление, замедляют пульс. При увеличении дозы вызывают судороги, вследствие спазма мускулатуры.

## Таксономия
Род включает в себя единственный вид (по данным сайтов The Plant List и GRIN:
- Anamirta cocculus (L.) Wight & Arn. — Анамирта коккулюсовидная

Синонимы
- Anamirta jucunda
- Anamirta lemniscata
- Anamirta lourieri
- Anamirta luctuosa
- Anamirta paniculata Colebr. typus[1]
- Anamirta populifera
- Anamirta pfeiffer

## Таксономическая схема
|  |                                                                              |                            |                            |                            | |                            |                            |                       |                                                                   |                       |                       |  | |  |  |  |
|  | отдел Цветковые, или Покрытосеменные (классификация согласно Системе APG II) |                            |                            |                            | |                            |                            |                       |                                                                   |                       |                       |  | |  |  |  |
|  |                                                                              |                            |                            |                            | |                            |                            |                       |                                                                   |                       |                       |  | |  |  |  |
|  | порядок Лютикоцветные                                                        | порядок Лютикоцветные      | порядок Лютикоцветные      | порядок Лютикоцветные      | порядок Лютикоцветные                                                                                | порядок Лютикоцветные      | порядок Лютикоцветные      | порядок Лютикоцветные | порядок Лютикоцветные                                             | порядок Лютикоцветные | порядок Лютикоцветные |  | ещё 44 порядка цветковых растений, из которых к лютикоцветным наиболее близок порядок Протеецветные |  |  |  |
|  |                                                                              |                            |                            |                            | |                            |                            |                       |                                                                   |                       |                       |  | ещё 44 порядка цветковых растений, из которых к лютикоцветным наиболее близок порядок Протеецветные |  |  |  |
|  | семейство Луносемянниковые                                                   | семейство Луносемянниковые | семейство Луносемянниковые | семейство Луносемянниковые | семейство Луносемянниковые                                                                           | семейство Луносемянниковые | семейство Луносемянниковые |                       | ещё девять семейств, в том числе Барбарисовые, Лютиковые, Маковые |                       |                       |  | ещё 44 порядка цветковых растений, из которых к лютикоцветным наиболее близок порядок Протеецветные |  |  |  |
|  |                                                                              |                            |                            |                            | |                            |                            |                       | ещё девять семейств, в том числе Барбарисовые, Лютиковые, Маковые |                       |                       |  | ещё 44 порядка цветковых растений, из которых к лютикоцветным наиболее близок порядок Протеецветные |  |  |  |
|  | род Анамирта                                                                 | род Анамирта               | род Анамирта               |                            | ещё около 70 родов, в том числе Луносемянник, Абута, Бурасайя, Коккулус, Стефания, Тиноспора, Циклея |                            |                            |                       | ещё девять семейств, в том числе Барбарисовые, Лютиковые, Маковые |                       |                       |  | ещё 44 порядка цветковых растений, из которых к лютикоцветным наиболее близок порядок Протеецветные |  |  |  |
|  |                                                                              |                            |                            |                            | ещё около 70 родов, в том числе Луносемянник, Абута, Бурасайя, Коккулус, Стефания, Тиноспора, Циклея |                            |                            |                       | ещё девять семейств, в том числе Барбарисовые, Лютиковые, Маковые |                       |                       |  | ещё 44 порядка цветковых растений, из которых к лютикоцветным наиболее близок порядок Протеецветные |  |  |  |
|  | Anamirta cocculus и другие виды.                                             |                            |                            |                            | ещё около 70 родов, в том числе Луносемянник, Абута, Бурасайя, Коккулус, Стефания, Тиноспора, Циклея |                            |                            |                       | ещё девять семейств, в том числе Барбарисовые, Лютиковые, Маковые |                       |                       |  | ещё 44 порядка цветковых растений, из которых к лютикоцветным наиболее близок порядок Протеецветные |  |  |  |
|  |                                                                              |                            |                            |                            | ещё около 70 родов, в том числе Луносемянник, Абута, Бурасайя, Коккулус, Стефания, Тиноспора, Циклея |                            |                            |                       | ещё девять семейств, в том числе Барбарисовые, Лютиковые, Маковые |                       |                       |  | ещё 44 порядка цветковых растений, из которых к лютикоцветным наиболее близок порядок Протеецветные |  |  |  |
|  |                                                                              |                            |                            |                            | |                            |                            |                       | ещё девять семейств, в том числе Барбарисовые, Лютиковые, Маковые |                       |                       |  | ещё 44 порядка цветковых растений, из которых к лютикоцветным наиболее близок порядок Протеецветные |  |  |  |
|  |                                                                              |                            |                            |                            | |                            |                            |                       |                                                                   |                       |                       |  | ещё 44 порядка цветковых растений, из которых к лютикоцветным наиболее близок порядок Протеецветные |  |  |  |
|  |                                                                              |                            |                            |                            | |                            |                            |                       |                                                                   |                       |                       |  | |  |  |  |
|  |                                                                              |                            |                            |                            | |                            |                            |                       |                                                                   |                       |                       |  | |  |  |  |